# Qassam

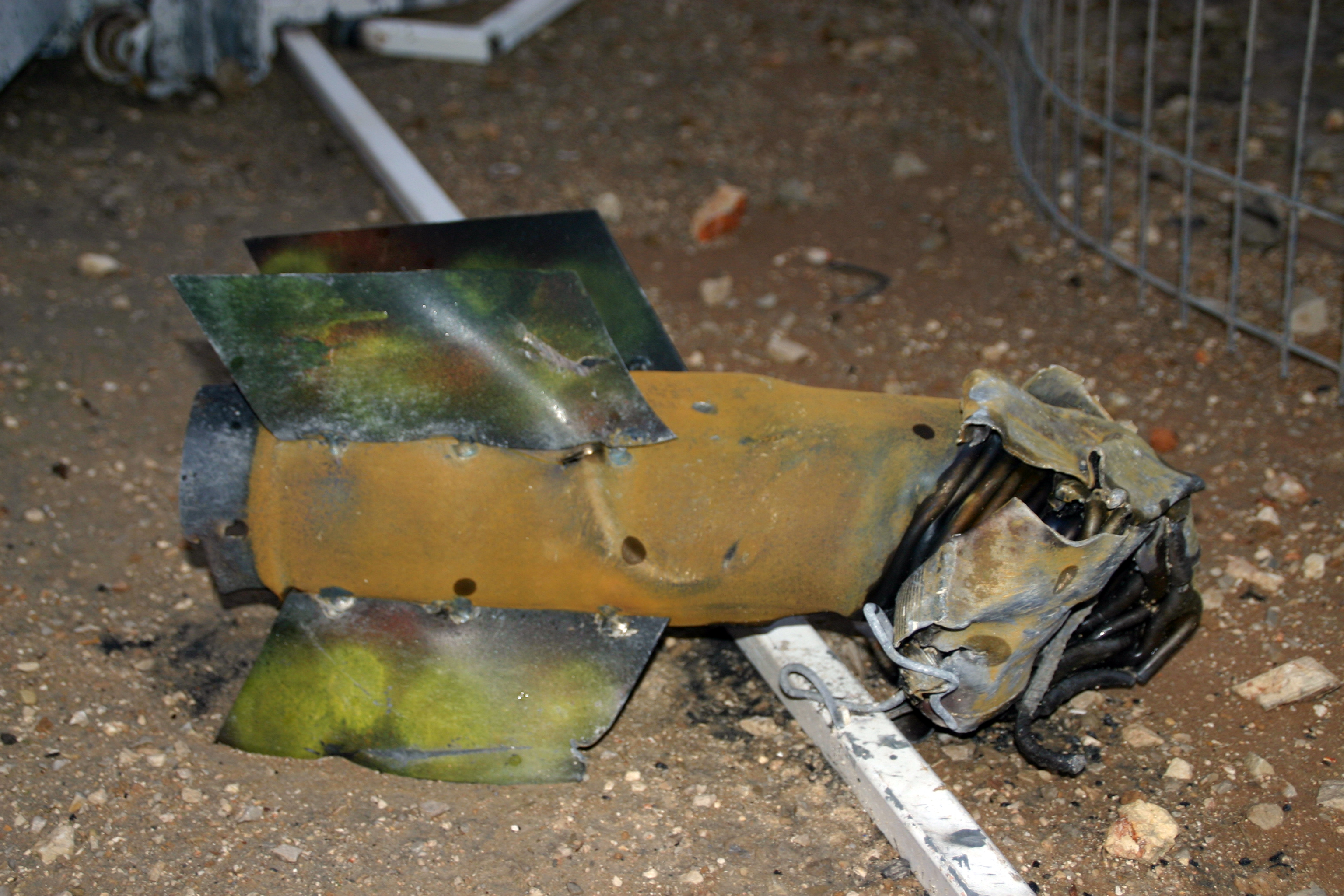
Restes d'un coet Qassam llançat des de la franja de Gaza.

El coet Qassam (àrab: صاروخ القسام, ṣārūẖ al-Qassām; hebreu: קסאם‎) és un coet de metall farcit d'explosius produït per Hamàs o el Gihad Islàmic palestí, del qual ha desenvolupat tres versions. S'ha parlat del Qassam com un míssil, però no fa servir cap sistema de guia i, per tant, s'ha de considerar un coet. Cal distingir-los dels coets Grad, que també posseeix Hamas.
Els Qassam són llançats regularment des de la Franja de Gaza des d'abans de la retirada dels assentaments israelians i almenys en una ocasió des de Cisjordània.

## L'origen del nom
El xeic Izzedin al-Qassam va ser un influent predicador musulmà durant el Mandat Britànic de Palestina en els anys 30, i líder de l'organització Mà Negra, qualificada de terrorista pels britànics. La branca militar de Hamàs va prendre el seu nom en crear les Brigades de Izz ad-Din al-Qassam el 1992 i va utilitzar el seu nom per batejar el primer coet de disseny propi.

## Versions
El Qassam 1, utilitzat per primera vegada l'octubre de 2001, tenia un abast màxim d'aproximadament 3 a 4,5 km. El coet tenia aproximadament 60 mm de diàmetre i pesava al voltant de 5.5 kg. El Qassam 2, utilitzat principalment entre 2002 i 2005, tenia aproximadament 180 cm de llarg, el seu abast màxim era de 8 a 9.5 km i podia transportar una càrrega útil de 5 a 9 kg. A partir de 2005, van ser desenvolupats nous tipus de coets Qassam coneguts com a Qassam 3, que tenen un abast màxim de 10 a 12 quilòmetres i porten una càrrega útil de 10 a 20 kg. El novembre de 2003, al canal dos de la televisió israeliana, el corresponsal d'assumptes militars Ronnie Daniel va informar que els palestins estaven provant una nova generació de coets (Qassam 4) que tindria un abast de 17 quilòmetres.

## Història del Qassam

La gràfica mostra el nombre de Qassam disparats mensualment per Hamàs des de la Franja de Gaza contra Israel entre els anys 2002-2007.

Segons Hamas, el Qassam va ser desenvolupat per Nidal Fat'hi Rabah Farahat i produït sota la direcció d'Adnan al-Ghoul el qual va ser mort per l'exèrcit israelià l'octubre de 2004.
Els coets Qassam van ser llançats per primera vegada contra objectius israelians el 2001. A causa del curt abast dels primers models, tots van impactar dins de la franja de Gaza. Els primers a impactar dins de territori israelià van caure el 16 d'abril de 2001. El 5 de març de 2002 una població israeliana va ser aconseguida per primera vegada quan dos coets van caure sobre Sederot. Alguns coets han impactat aconseguit les afores de la ciutat d'Ascaló. En novembre de 2008, la quantitat de coets llançats contra la població civil d'Israel excedien els 3700. Segons el Ministeri d'Exteriors d'Israel l'any 2008 (de gener a novembre) van ser 1212.
Des d'agost de 2003 els Qassam són llançats des de la Franja de Gaza a la ciutat d'Ascaló. El 29 de juny de 2006 un coet va caure a l'extraradi de la ciutat per primera vegada. Ascaló és una població densament habitada i ofereix una sèrie de blancs atractius com una important central elèctrica i l'oleoducte Ascaló-Eilat que han estat assolits diverses vegades produint danys menors. El desembre de 2008, van començar a arribar a la ciutat de Beerxeba, capital del Districte del Sud d'Israel.

## Víctimes
El primer atac mortal contra israelians utilitzant coets Qassam, en què van morir dues persones, va ser a Sederot el 28 de juny de 2004. Segons el Ministeri d'Afers Exteriors d'Israel, els coets Qassam han matat 16 persones des de juny de 2004. Segons investigacions de Be-Tsélem (B'Tselem en transcripció anglesa), una ONG israeliana de drets humans, des de juny de 2004 fins a finals de 2007, onze israelians, quatre d'ells menors d'edat, van ser morts per coets Qassam llançats des de Gaza. Un altre civil israelià i un estranger van ser morts per coets Qassam que van afectar els assentaments de la franja de Gaza. Tot i que aquests coets no tenen sistemes de guiatge i són molt poc precisos (per exemple, el desembre de 2008 dos menors palestins van morir per la seva causa), l'efecte psicològic dels coets sobre Israel ha estat molt significatiu.

## Resposta israeliana
L'ús dels coets Qassam per part dels palestins va produir un xoc en la societat i l'exèrcit israelià no acostumats a l'ús d'armament de llarg abast pels palestins, en contrast amb l'ús habitual de coets més potents que Hesbol·là llança contra el nord del país.
L'exèrcit israelià va desenvolupar un sistema de defensa primerenca en Sederot i Ascaló amb radars que detecten el llançament dels coets i avisen a la població mitjançant d'altaveus per protegir-se. També ha adquirit un sistema de defensa anti míssils de foc ràpid. Segons Giora Eiland, exdirector del Consell de Seguretat Nacional israelià,  "La seva força està justament en la seva debilitat" . Eiland, un oficial d'alt rang retirat, sosté que és  "un problema tecnològic, no operatiu ni d'intel·ligència" , afegint que  no existeix en el món un mitjà que els pugui localitzar a temps i destruir:  "Com més primitiu és el coet, més difícil és interceptar i alterar la seva acció ".
Israel ha intentat aturar el desenvolupament i la producció dels coets amb la destrucció de tallers metàl·lics que eren o podien ser usats en la fabricació dels coets, detencions de militants, demolició de cases de militants implicats en el llançament de coets o, si ho ha considerat necessari, la resposta militar.